# Далія Лаві
Далія Лаві (англ. Daliah Lavi, уродж. Далія Левінбук, нар. 12 жовтня 1942, Шавей-Ціон, Ізраїль (Британський мандат в Палестині) — 3 травня 2017, Ешвіль, Північна Кароліна, США) — ізраїльська актриса, співачка і модель.

## Життя та кар'єра
Лаві народилася в містечку Шавей-Ціон (Ерец-Ісраель), в єврейській сім'ї репатріантів походженням з Німеччини та СРСР.
Вона вивчала балет в Стокгольмі, в Швеції знялася у своєму першому фільмі Hemsöborna (1955). Після повернення в Ізраїль її кар'єра пішла вгору в 1960 році, коли вона почала з'являтися у великій кількості європейських та американських кінопроєктів. Вільно говорила кількома мовами, знімалася у немецко-, франко-, італо-, іспано- і анголомовних фільмах.
В її фільмографії такі картини, як: драма Вінсента Міннеллі «Два тижня в іншому місті» (1962), класичний готик-хоррор Маріо Бава «Батіг і тіло» (1963), роль дівчини у пригодницькому фільмі «Лорд Джим» та роль у першому фільмі про агента Метта Хелма «The Silencers» (1966), з Діном Мартіном.
Однак найвідоміша її робота, мабуть, роль агента 'The Detainer/007' в пародійній комедії Казино «Рояль» (1967). Незабаром у кінокар'єрі Лаві почався спад, і вона стала реалізовувати себе в Німеччині у якості співачки. У її активі декілька шлягерів: такі хіти, як «Oh, wann kommst du?», «Willst du mit mir gehn?» та «C'est ça, la vie (So ist das Leben)». Вона записала німецькомовні кавери: на пісню Мелані «Look What They've Done to My Song, Ma» та на композицію Гордона Лайтфута «If You Could Read My Mind».

## Фільмографія
- Народ Хемсо (1955)
- Палаючі піски (1960)

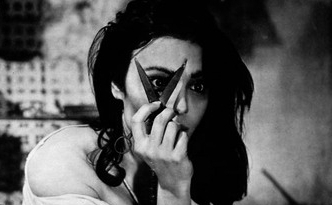
Далія Лаві (1963, Le Démon dans la chair)

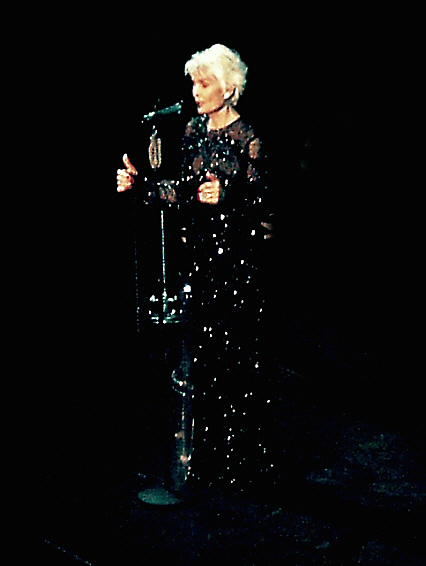
Далія Лаві у Лейпцигу (8 березня 2009)

- Кандид, або Оптимізм у XX-му столітті[en] (Candide ou l'Optimisme au XXe siècle, 1960)
- Жорстоке літо[en] (Estate violenta, 1961)
- La Fête espagnole (1961)
- Повернення доктора Мабузе (1961)
- Два тижня в іншому місті (1962)
- Das schwarz-weiß-rote Himmelbett (1962)
- Батіг і тіло (La frusta e il corpo, 1963)
- Das große Liebesspiel (1963)
- Il demonio (фр. Le Démon dans la chair, 1963)
- Олд Шаттергенд — фільм йшов в радянському прокаті як «Віннету — вождь апачів», 1963)
- Старий Вірна Рука (1964)
- Сірано і д'Артаньян (1964)
- DM-вбивця (1965)
- Лорд Джим (1965)
- Десять негренят (1965)
- Таємні прибульці (фр. Matt Helm, agent très spécial, англ. The Silencers, 1966)
- Шпигун з холодним носом (1966)
- Казино Рояль (1967)
- Ракетою до Луни (1967)
- Ніхто не бежить назавжди (1968)
- Деякі дівчата роблять (1969)
- Кетлоу[en] (Catlow, 1971)